# Лучано Бодіні
Лучано Бодіні (італ. Luciano Bodini, нар. 12 лютого 1954, Лено) — італійський футболіст, що грав на позиції воротаря.
Виступав, зокрема, за клуб «Ювентус».
Чотириразовий чемпіон Італії. Володар Кубка Італії. Володар Кубка Кубків УЄФА. Володар Суперкубка УЄФА. Володар Кубка чемпіонів УЄФА. Володар Міжконтинентального кубка.

## Ігрова кар'єра
Народився 12 лютого 1954 року в місті Лено. Вихованець футбольної школи клубу «Аталанта».
У дорослому футболі дебютував 1974 року виступами за команду клубу «Кремонезе», в якій провів три сезони, взявши участь у 108 матчах чемпіонату. 
Протягом 1977—1979 років захищав кольори команди клубу «Аталанта».
Своєю грою за останню команду привернув увагу представників тренерського штабу клубу «Ювентус», до складу якого приєднався 1979 року. Відіграв за «стару сеньйору» наступні десять сезонів своєї ігрової кар'єри. Втім протягом усього цього часу був резервним голкіпером — спочатку дублером легендарного Діно Дзоффа, а згодом програючи конкуренцію Стефано Такконі. Водночас, отримавши можливість вийти на поле, відзначався досить високою надійністю, пропускаючи в іграх чемпіонату в середньому менше одного голу за матч. За цей час чотири рази виборював титул чемпіона Італії, ставав володарем Кубка Італії, володарем Кубка Кубків УЄФА, володарем Суперкубка УЄФА, володарем Кубка чемпіонів УЄФА, володарем Міжконтинентального кубка.
Протягом 1989—1990 років захищав кольори команди клубу «Верона».
Завершив професійну ігрову кар'єру у клубі «Інтернаціонале», у складі якого перебував протягом 1990—1991 років, так, втім, жодного разу й не вийшовши на поле у складі цієї команди в іграх чемпіонату.

## Титули і досягнення
- Чемпіон Італії (4):

«Ювентус»: 1980–81, 1981–82, 1983–84, 1985–86
- Володар Кубка Італії (1):

«Ювентус»: 1982–83
- Володар Кубка Кубків УЄФА (1):

«Ювентус»: 1983–84
- Володар Суперкубка Європи (1):

«Ювентус»: 1984
- Володар Кубка європейських чемпіонів (1):

«Ювентус»: 1984–85
- Володар Міжконтинентального кубка (1):

«Ювентус»: 1985